# 10. brdska brigada Armije RBiH
10. brdska brigada Armije RBiH, vojna je postrojba koja je tijekom rata u Bosni i Hercegovini djelovala u sastavu Prvog korpusa Armije RBiH. Pripadnici ove brigade se smatraju odgovornim za ratne zločine počinjene na Kazanima nadomak Sarajeva. 

## Povijest
Osnovana je kao 1. pješadijska brigada Stari Grad 19. srpnja 1992. od Odreda Stari Grad, Odreda Hrid-Jarčedoli, Odreda Mahmutovac i drugih manjih jedinica. U rujnu 1992. preimenovana je u 1. brdsku brigadu i bila je izravno potčinjena Stožeru Vrhovne komande. Dio 1. korpusa postala je 23. siječnja 1993. Dana 4. veljače 1993. u sastav brigade ušao je 1. protivdiverzantski odred Baščaršija Općinskog štaba obrane Stari Grad.
Od polovine studenog do početka prosinca 1992. od jedinica OpŠO Stari Grad osnovana je 10. brdska brigada, a u njen sastav ušli su odredi Širokača, Soukbunar i "5. april". Mušan Topalović zvani Caco je tom prilikom postavljen za njenog komadanta. Brigada je brojala oko 2.000 ljudi i branila je strateški važnu liniju fronta na planini Trebević. Topalović je bio čuveni komadant među svojim vojnicima a kao strah i trepet među stanovništvo, prije svega zbog njegovog običaja da građane s ulice prisilno šalje na front na kopanje rovova.  
Protiv kriminalnih aktivnosti Mušana Topalovića ali i pripadnika brigade na području Sarajeva je su na poseban način iako ne isključivo, bile usmjerene protiv srpskih, Vlada dugo vremena nije poduzimala ništa, između ostalog i zato što je Topalović bio u dobrim odnosima s Alijom Izetbegovićem. U međuvremenu, Kazani su se punili ubijenim Sarajlijama koje su Caco i njegovi ubijali na monstruozan način. Do danas je samo 15 lica, pronađenih u Kazanima, identificirano. 
Dana 26. listopada 1993. Predsjedništvo RBiH, MUP RBiH i Armija RBiH organizirali su Operaciju Trebević 2, s ciljem obračuna s kriminalom u vlastitim redovima i vraćanje odmetnutih vojnih grupa u sustav. Akcija je bila usmjerena protiv komandanta Desete brdske brigade Armije RBiH Mušana Topalovića Cace. Mušan Topalović Caco i njegovi ljudi su prilikom uhićenja ubili devet pripadnika MUP-a RBiH.
Nakon ove akcije 10. brdska brigada je rasformirana. Ušla je u sastav 12. diviziju brigada je preimenovana u 115. brdsku brigadu. 14 pripadnika 10. brdske brigade Armije RBiH je uhićeno i suđeno im je za zločine na Kazanima.
Po 10. brdskoj brigadi nazvana je ulica u Starom Gradu. 

## Vanjske poveznice
- Dossier Mušana Topalovića Cace: Od zločina na Kazanima do njegovog ubistva